# أرت غرين
أرت غرين (بالإنجليزية: Art Green)‏ هو لاعب كرة القدم الكندية أمريكي، ولد في 18 سبتمبر 1948 في أتلانتا في الولايات المتحدة.